# John B. Henderson

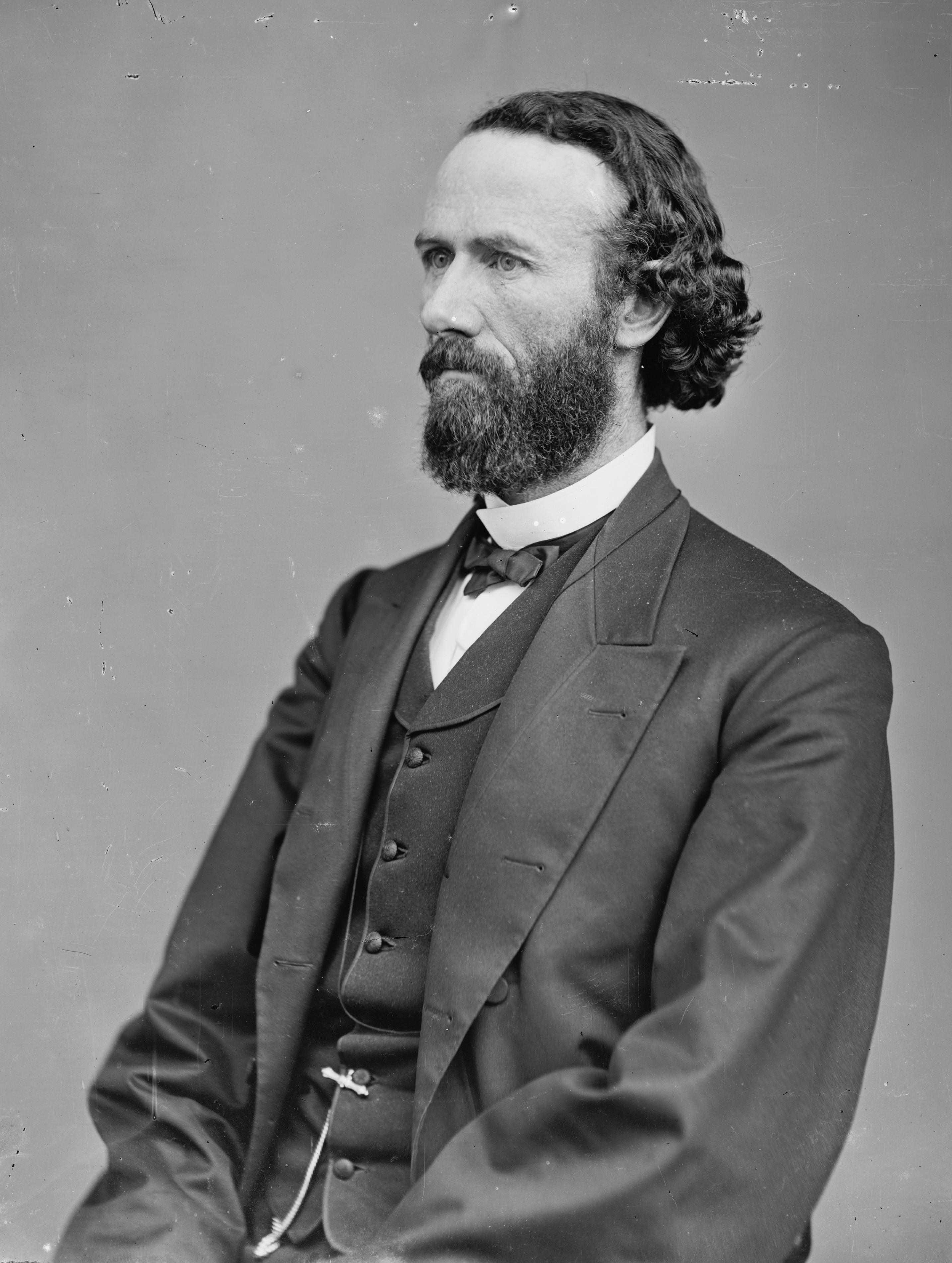
John Brooks Henderson

John Brooks Henderson, född 16 november 1826 nära Danville, Virginia, död 12 april 1913 i Washington, D.C. var en amerikansk politiker och jurist. Han representerade delstaten Missouri i USA:s senat 1862-1869.
Henderson arbetade som lärare och studerade juridik. Han inledde 1844 sin karriär som advokat.
Henderson undertecknade 1862 ett avtal med översten Jefferson Jones i egenskap av brigadgeneral i Missouris milis. Jones hade grundat ett eget kungarike, Kingdom of Callaway, av en del av Missouri som ville hålla sig utanför amerikanska inbördeskriget. Trots avtalet invaderadenordstatsarmén Jones kungarike.
Trusten Polk uteslöts ur USA:s senat år 1862 och efterträddes av Henderson som representerade först National Union Party och senare republikanerna. Henderson hade tidigare varit demokrat. Henderson var med om att föreslå det trettonde tillägget till USA:s konstitution som officiellt upphävde slaveriet. Han efterträddes 1869 som senator av Carl Schurz.
USA:s president Ulysses S. Grant utnämnde 1875 Henderson till specialåklagare i fallet Whiskey Ring där mäktiga politiker var inblandade. En av de åtalade var Grants privatsekreterare Orville E. Babcock som frikändes efter rättegången.